# Мар'ївка (Девладівська сільська громада)
Ма́р'ївка — село в Україні, у Девладівській сільській громаді Криворізького району Дніпропетровської області.
Населення — 874 мешканців.

## Географія
Село Мар'ївка розташоване на березі річки Саксагань, вище за течією примикає село Мар'є-Костянтинівка, нижчих за течією примикає село Ордо-Василівка. Через село проходить автомобільна дорога Т 0419.

## Історія
У 1908 році в колишньому панському селі Ордо-Василівської волості Верхньодніпровського повіту Катеринославської губернії мешкало 232 особи (164 чоловічої статі та 68 — жіночої), налічувалось 56 дворових господарств. У деяких джерелах село згадується як Мар'ївка Друга Ордоваслівської сільської ради.

## Населення

### Мова
Розподіл населення за рідною мовою за даними перепису 2001 року:
| Мова            | Кількість | Відсоток |
| --------------- | --------- | -------- |
| українська      | 812       | 92.91%   |
| російська       | 54        | 6.19%    |
| білоруська      | 5         | 0.57%    |
| вірменська      | 1         | 0.11%    |
| румунська       | 1         | 0.11%    |
| інші/не вказали | 1         | 0.11%    |
| Усього          | 874       | 100%     |

## Економіка
- Агроцех «Саксаганський».

## Об'єкти соціальної сфери
- Школа.
- Дитячий садочок.
- Фельдшерсько-акушерський пункт.

## Інтернет-посилання
- Погода в селі Мар'ївка [Архівовано 20 грудня 2011 у Wayback Machine.]